# 竹内外史
竹内外史（日语： Takeuti Gaisi, 1926年1月25日—2017年5月10日）是一位日本数学家，主要研究证明论。

## 生平
1926年出生于日本石川县，1947年获得东京大学学士学位，师从弥永昌吉。之后留校任教，1962年担任东京教育大学教授。1966年担任伊利諾大學厄巴納-香檳分校教授。曾分别于1959-1960年、1966-1968年、1971-1972年担任普林斯顿高等研究院研究员。